# Hugo Jahnke
Hugo Jahnke (Estocolmo, 6 de março de 1886 — Estocolmo, 12 de janeiro de 1939) foi um ginasta sueco que competiu em provas de ginástica artística.
Jahnke é o detentor de uma medalha olímpica, conquistada na edição britânica, os Jogos de Londres, em 1908. Nesta ocasião, competiu como ginasta na prova coletiva. Ao lado de outros 37 companheiros, conquistou a medalha de ouro, após superar as nações da Noruega e da Finlândia.